# Maurice-Emile Falvy
Maurice-Emile Falvy, francoski general, * 1888, † 1970.